# شاه عباس سوم
شاه عباس سوم، فرزند شاه تهماسب دوم، یازدهمین و آخرین پادشاه رسمی ایران صفوی بود.
بعد از آنکه شاه تهماسب دوم در باغ هزار جریب توسط نادرقلی از سلطنت خلع و به مشهد فرستاده شد، نادر دستور داد وسایل جلوس عباس میرزا را بر تخت سلطنت فراهم آورند و خود با شکوه و جلال تمام وارد اصفهان شد و مستقیماً به قصر سلطنتی رفت و اعلام کرد که چون بزرگان کشور شاه تهماسب دوم را لایق اداره مملکت ندانسته‌اند، بنابراین فرزند او عباس سوم را به پادشاهی برداشته‌اند. از این رو شاهزاده خردسال را که هنوز در گهواره بود پیش آوردند و به عنوان نشان سلطنت تاج شاهی را در کنار راست سرش نهادند. خود نادر به قرآن سوگند وفاداری یاد کرد و در برابر پادشاه جدید به زانو درافتاده و تمام بزرگان از او پیروی کردند.
شاه عباس سوم متولد ۵ ژوئیه ۱۷۳۲  در سن دو ماهگی در ۱۷ ربیع الاول ۱۱۴۵ (۱۷۳۲ میلادی) به سلطنت رسید. در زمان پادشاهی وی نادر خود را نایب السلطنه نامید و حکومت را در دست گرفت و شاه عباس سوم را به قزوین فرستاد. سرانجام پس از تقریباً ۴ سال شورای کبیر مغان برای تصدیق سلطنت نادر تشکیل و در ۲۴ شوال ۱۱۴۸ (۱۷۳۶ میلادی) پادشاهی از خاندان صفویه به نادر منتقل شد و نادرشاه دودمان افشاریه را بنیان گذاشت.
در سال ۱۱۵۲ قمری (۱۷۳۹ میلادی) عباس سوم در سن هفت سالگی و پدرش تهماسب دوم به فرمان رضاقلی میرزا در سبزوار به قتل می‌رسند و هر دو در حرم امام رضا دفن می‌شوند. در بعضی از منابع تاریخی گفته‌ شده که عباس سوم قبل از قتل پدرش فوت شده بود و یا‌ حتی گفته شده که در سال ۱۲۰۰ هجری قمری نابینا در اصفهان بود.
نامه شاه عباس سوم به ملکه آنا در خصوص اعلام تاج‌گذاری که توسط درباریان نوشته شده استː 
«...بنا بر لطف و مرحمت الهی به مقام شاهنشاهی کل ایران رسیدیم و نادر قلی خان از قوم افشار به عنوان پرشکوه‌ترین و مشهورترین قهرمان کشور ما که شخصاً در نبرد شرکت می‌کند و وفاداری خود را نسبت به همایون بارها ثابت کرده است نزد ما اطمینان کامل دارد و ایشان به عنوان وزیر کل ایران و فرمانده استان خراسان منصوب شده‌اند و به مقام شاهنشاهی خدمت زیادی کرده‌اند و جهت ادامه دوستی دیرین میان کشورهای ما نیت نیک خواهانه خود را آشکار ساخته است. در حال حاضر نادر قلی خان مذکور را به بابل اعزام نموده‌ام و در انتظار خبرهای خشنود کننده پیروزی‌ها، خداوند را سپاس می‌گوییم...».